# Sabine Quindou
Sabine Quindou (Fort-de-France, 27 novembre 1970) è una giornalista, regista e conduttrice televisiva francese, nota per aver co-ospitato il popolare programma televisivo di divulgazione scientifica C'est pas sorcier ("Non è magia") con Jamy Gourmaud e Frédéric Courant, prodotto da France 3.
Scrive ed esegue dal 2017 spettacoli musicali per orchestre di musica classica. Nel 2020 scrive, dirige e interpreta in Les petits Secrets des instruments una serie web proposta dall'Auditorium de Lyon, in collaborazione con la sua compagnia artistica. Dal 2020 presenta il programma settimanale Thalassa su France 3.
Le è stato dedicato l'asteroide 23890 Quindou per il suo contributo alla democratizzazione della scienza.

## Biografia
Nata nel 1970, di origini martinicane, Sabine Quindou ha studiato all'Institute Sainte-Marie d'Antony a Hauts-de-Seine. Titolare di un master in storia contemporanea e diplomata in giornalismo, ha esordito come reporter per France 2, Europe 1 e Agence France-Presse, prima di partire per l'Africa, in particolare in Togo, Madagascar, Gibuti, lavorando per RFO e TV5. Nel novembre 1993 ha firmato un contratto con France 3, dove è stata giornalista e opinionista dal 1998 al 1999 in C'est clair pour tout le monde.
Dal novembre 1999 al 2012, assieme a Frédéric Courant e Jamy Gouaud, ha copresentato il programma di divulgazione scientifica Non è magia (C'est pas sorcier).
Dal 2004 la sua presenza a C'est pas sorcier è stata meno frequente. Nel 2007 ha presentato su France 5 Attention fragile, un programma sull'ambiente,mentre nel 2008 ha girato il mondo per Thalassa. Contemporaneamente ha diretto documentari per France Télévisions.
Nella stagione 2011-2012 ha copresentato con Georges Pernoud e Laurent Bignolas il programma Thalassa in prima serata su France 3.
Dal settembre 2012 al 2015 ha assunto la direzione dello show televisivo Transportez-moi! su La Chaine Parlementaire e nel 2013 è apparsa in spot pubblicitari prodotti a mo' di programma televisivo per conto di una marca di prodotti per lavastoviglie.
Ha condotto Les témoins d'outremer su France Ô tra febbraio 2016 e gennaio 2018.
A gennaio 2017 ha suonato presso l'Auditorium di Lione "Souffler n'est pas jouer" in uno spettacolo musicale interattivo ed educativo, volto a spiegare la storia e il funzionamento degli strumenti a fiato. Lo spettacolo si è tenuto con la sezione ottoni e percussioni dell'Orchestra nazionale di Lione.
A marzo 2018 ha lavorato al fianco di Frédéric Courant nello show televisivo I love digital alla Country-Hall di Liegi (Belgio).
Tra il 2018 e il 2020 ha scritto, diretto ed eseguito altri tre spettacoli musicali accompagnati dall'Orchestre national de Lyon e dall'Orchestre national de France.
Dal 2020 riconduce Thalassa ogni domenica su France 3. Inoltre scrive, dirige e si esibisce in una web serie intitolata Les petits Secrets des instruments e prodotta dall'Orchestre national de Lyon in collaborazione con "Sabine Sorcières et Compagnie", la sua compagnia artistica.
Nell'ottobre 2021 ha inaugurato una serie di cinque spettacoli a La Seine Musicale, dove ha suonato con il pianista Simon Zaoui.

## Carriera

### Spettacoli
- 2017: Souffler n'est pas jouer
- 2018: La Musique classique, c'est quoi ?
- 2019: Le Petit Guide illustré de la grande musique
- 2019: Au cœur de l'orgue
- 2021: Sabine et Simon racontent...

### Televisione
- 1998: C'est clair pour tout le monde ( Francia 3 )
- 1999: C'est pas la mer à boire (France 3)
- 1999-2012: C'est pas sorcier (Francia 3)
- 2007: Attention fragile ( France 5 )
- 2011-2012 e dal 2020: Thalassa (France 3)
- 2012-2015: Transportez-moi (La Chaîne parlamentaire)
- 2016-2018: Les Témoins d'outre-mer ( France Ô )
- 2018-2019: Inspire (France 3 Auvergne-Rhône-Alpes)

### Documentari
- 2002: Outre-mer, terre de feu (in occasione del 100º anniversario dell'eruzione del Mont-Pelé in Martinica). Codiretto con Luc Beaudonnière (RFO)
- 2004: Chambord: l'énigme de François Ier (France 5)
- 2006: Patrimoine sans frontières, du cœur historique d'Oran au Sud-marocain (France 3)
- 2007: Docteur Beligt, médecin des steppes (France 5)
- 2008: Les grands Découvreurs, en Patagonie dans le sillage de Magellan (France 3)
- 2008: Les grands Découvreurs, en Mélanésie dans le sillage de Bougainville (France 3)
- 2011: Festin sous la mer, carnet de plongées en Australie (France 3, Planète+Thalassa)
- 2014: Plongées en Pays Kanak, scritto insieme a Stéphane Jacques (Planète+Thalassa)
- 2014: Cap sur des Paradis inexplorés, scritto insieme a Stéphane Jacques (Planète+Thalassa)
- 2015: Une Semaine en Ballon (France 3)
- 2018: Allez savoir: En Guadalupa, commenta souffle la vieille dame ?, scritto insieme a Eric Beauducel (France Ô)
- 2018: Allez savoir: En Martinique, les tortues se cachent pour grandir, scritto insieme a Eric Beauducel (France Ô)
- 2018: Songes et merveilles, in occasione del Festival delle luci di Lione (France 3)
- 2019: Lumières sur Lyon (France 3)
- 2020: Nizza, le carnaval (France 3)

## Riconoscimenti
- Festival Mediterranéa: Miglior film TV per Festin sous la mer, carnet de plongées en Australie
- Festival Toiles de Mer: Premio del pubblico per Festin sous la mer, carnet de plongées en Australie
- Festival europeo dell'immagine subacquea e dell'ambiente: Master Pro-Silver per Festin sous la mer, carnet de plongées en Australie
- Associazione dei giornalisti dell'informazione sociale: Primo premio per Hôpital: une école de santé ?
- Premio Roberval 2005: Vincitore nella categoria opere audiovisive.